# Licia Albanese
(Fe)licia Albanese (Bari, 22 juli 1909 (of 1913) – New York, 15 augustus 2014) was een Italiaans-Amerikaans sopraan.
Albanese maakte haar debuut in de opera Madama Butterfly van Giacomo Puccini in 1934, toen ze een afwezige sopraan verving. Tussen 1940 en 1946 was ze de belangrijkste sopraan aan de Metropolitan Opera in New York. Albanese nam in 1945 de Amerikaanse nationaliteit aan bij haar huwelijk op 7 april van dat jaar met Joseph Gimma, en zong vooral in opera's van Verdi en voornoemde Puccini. Ze werkte vaak samen met de tenor Beniamino Gigli en vermaard dirigent Arturo Toscanini. In 1974 richtte zij de Licia Albanese-Puccini Foundation op, waarvan de opbrengst gaat naar het organiseren van festivals voor het ontdekken van jong operatalent.
Ze overleed enkele weken na haar 105e (of 101e) verjaardag en ligt begraven op de Cemetery of the Holy Rood in New York.
- Bibsys: 8025126
- Biblioteca Nacional de España: XX1567383
- Bibliothèque nationale de France: cb13890637t (data)
- Gemeinsame Normdatei: 132197022
- International Standard Name Identifier: 0000 0001 0899 9611
- Library of Congress Control Number: n83155687
- Nationale Bibliotheek van Letland: 000287501
- MusicBrainz: 0150c794-f7a5-4650-94c6-33a5c4570b64
- Nationale Bibliotheek van Tsjechië: xx0210000
- Nationale Bibliotheek van Israël: 987007339723205171
- Nationale Bibliotheek van Polen: a0000002434589
- Nationale en Universitaire bibliotheek Zagreb: 000592957
- Nederlandse Thesaurus van Auteursnamen: 097804959
- Réseau des bibliothèques de Suisse occidentale: 02-A002915020
- Istituto Centrale per il Catalogo Unico: UBOV542236
- LIBRIS: 396476
- SNAC: w6k16vj7
- Système universitaire de documentation: 158362586
- Trove: 1037975
- Virtual International Authority File: 50380866
- WorldCat: E39PBJbxBDFy44yg9x8Pk4hrbd